# Архангельский, Аскольд Евгеньевич
Аскольд Евгеньевич Архангельский (31 марта 1941 год, Ленинград, СССР— 6 ноября 2007 год, Санкт-Петербург) — советский и российский врач, ученый и педагог, доктор медицинских наук, известный своими достижениями в области суггестивной психотерапии, неврологии и психиатрии. Он внёс значительный вклад в развитие психотерапии в России и был одним из организаторов Ленинградского научного общества гипнологов и психотерапевтов (с 1992 года Санкт-Петербургского научного общества психотерапевтов).

## Образование
В 1965 году Аскольд Евгеньевич с отличием завершил обучение в Ленинградском санитарно-гигиеническом медицинском институте, который в настоящее время называется Санкт-Петербургская государственная медицинская академия имени И. И. Мечникова. В 1967 году прошел клиническую ординатуру по психиатрии в этом же учебном заведении. В 1972 году, под руководством профессора А. С. Чистовича, защитил кандидатскую диссертацию на тему: «Опыт психиатрического изучения различных контингентов несовершеннолетних правонарушителей и трудных детей».

## Этапы карьеры
Аскольд Евгеньевич Архангельский прошел несколько значительных этапов в своей профессиональной деятельности:
1967-1974 — ассистент кафедры психиатрии Ленинградского санитарно-гигиенического медицинского института (в настоящее время — Санкт-Петербургская государственная медицинская академия имени И. И. Мечникова)
1974-1982 — старший научный сотрудник Института акушерства и гинекологии АМН СССР(в настоящее время НИИ акушерства, гинекологии и репродуктологии имени Д. О. Отта).
1982-1990 — доцент кафедры нервных болезней Военно-медицинской академии имени С. М. Кирова, ученый секретарь Правления Ленинградского научного общества невропатологов .
1990 — организовал секцию гипнологии и психотерапии при Ленинградском научном обществе невропатологов, которая впоследствии была преобразована в Санкт-Петербургское научное общество психотерапевтов (до 1992 года Ленинградское научное общество гипнологов и психотерапевтов). В это общество вошли не только специалисты из Петербурга, но и психотерапевты из 46 городов России.
1995 — преподаватель кафедры психиатрии Военно-медицинской академии имени С. М. Кирова
1999 — защита докторской диссертации на тему: «Патология нервной системы и беременность» под руководством профессоров М. М. Одинака и В. В. Нечипоренко.

## Научная и педагогическая деятельность
Восстановил и продолжил традицию преподавания курса суггестивной психотерапии для курсантов и военных врачей на базе Военно-медицинской академии им. С. М. Кирова, начатую академиком Бехтеревым В. М. Им были обучены сотни будущих и действующих медиков. Он был главным редактором ряда печатных изданий (журнала «Вестник гипнологии и психотерапии», № 1, 1991 г., с 1994 года — журналов «Календарь психотерапевта»).

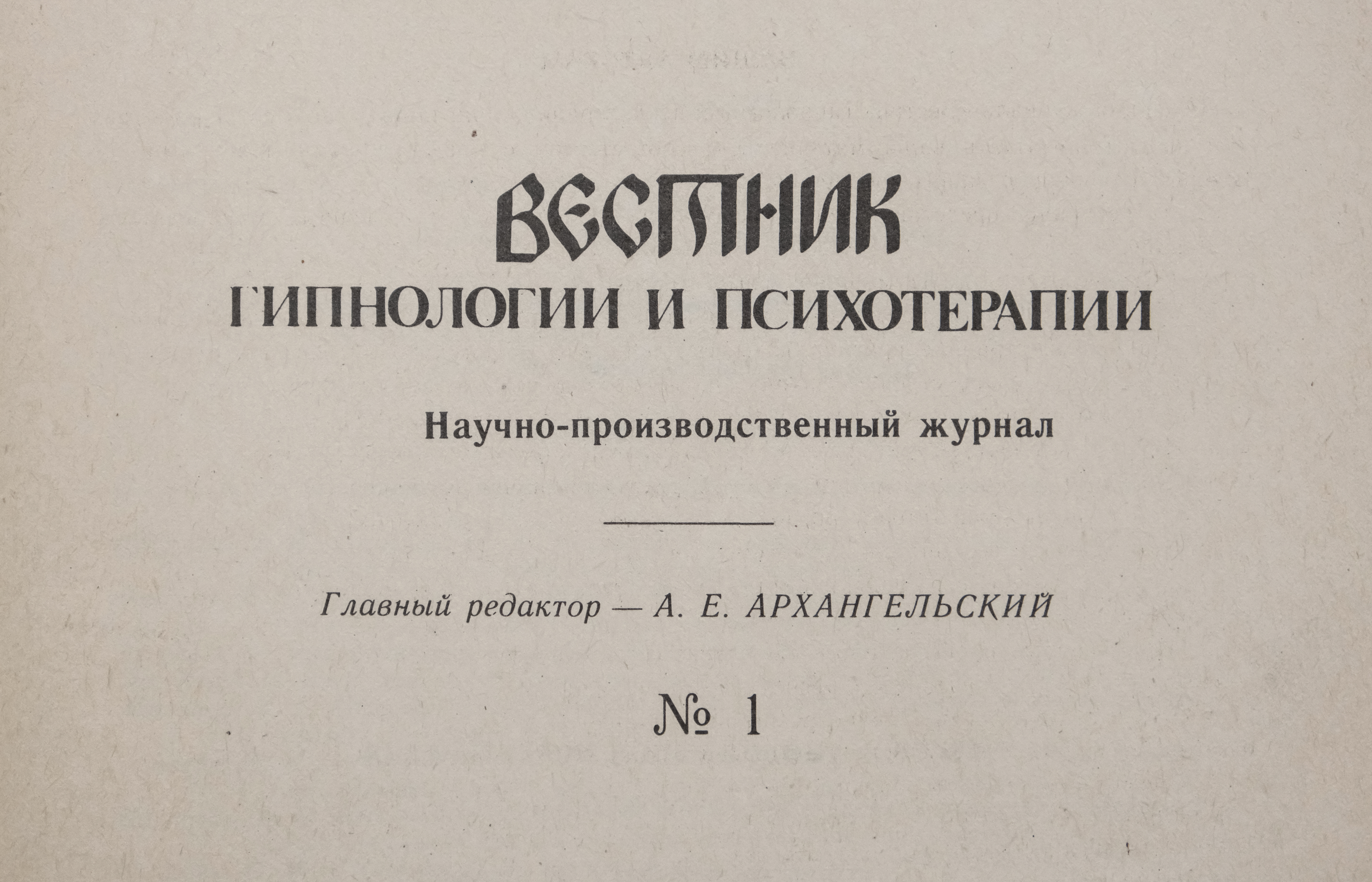

«Главным отличием человека от представителей животного мира является его способность усваивать и передавать видовой опыт не только с помощью генетического кода, но также при помощи понятий, зашифрованных в звуковой и письменной речи — в словах». А. Е. Архангельский
Архангельский выступал одной из ключевых фигур в организации трех всесоюзных конференций на тему «Патология нервной системы и беременность» (1978, 1980, 1982) и конференции «Актуальные проблемы современной психотерапии» (г. Паланга, 1991).
Сферу научных и практических интересов Архангельского А. Е. характеризует широта подхода и их междисциплинарный характер. Он внес существенный вклад в психотерапию как расстройств невротического уровня, так и коррекцию психогенного компонента целого ряда органических заболеваний (патологии беременности и родов, эпилепсии, ряда кожных заболеваний, онкологической патологии и др.) Аскольд Евгеньевич разработал ряд оригинальных методик и приемов суггестивной психотерапии: способы дезактуализации психотравмирующих переживаний и блокировки сновидений, метод «Лечебная программа», приемы построения антиконвульсивных, блокирующих боль, вызывающих гипермнезию суггестий, а также методики обучения аутогипнозу.

## Критика телецелительства и телесеансов А. Кашпировского
С 1989 по 1992 годы А. Е. Архангельский подготовил ряд критических публикаций и мероприятий, направленных на привлечение внимания специалистов и общественности к феноменам телецелительства и телевизионным сеансам психотерапевта Кашпировского Анатолия Михайловича. В статье «Распутинщина на пороге?» он пишет о недопустимости подобного рода «психотерапии» как с профессиональных, так и этических позиций; предупреждает о последствиях подобных телесеансов для психического и физического здоровья.
«Чтобы не стать посмешищем в глазах мировой общественности, не скомпроментировать престиж советской психотерапии, да и всей отечественной медицины, следует немедленно прекратить сеансы психотерапии по телевидению, прекратить эстрадные демонстрации гипноза и других видов суггестивных воздействий, вернуть психотерапию в стены лечебных учреждений, где она служит своему назначению — исцеляет, а не калечит людей». А. Е. Архангельский
На секции гипнологии и психотерапии при Ленинградском обществе неврологов под его председательством был заслушан ряд докладов, посвящнных негативным последствиям телепсихотерапии. Помимо А. Е. Архангельского с критическими сообщениями выступали известный психотерапевт П. И. Буль, профессор Владимир Иванович Лебедев и другие.

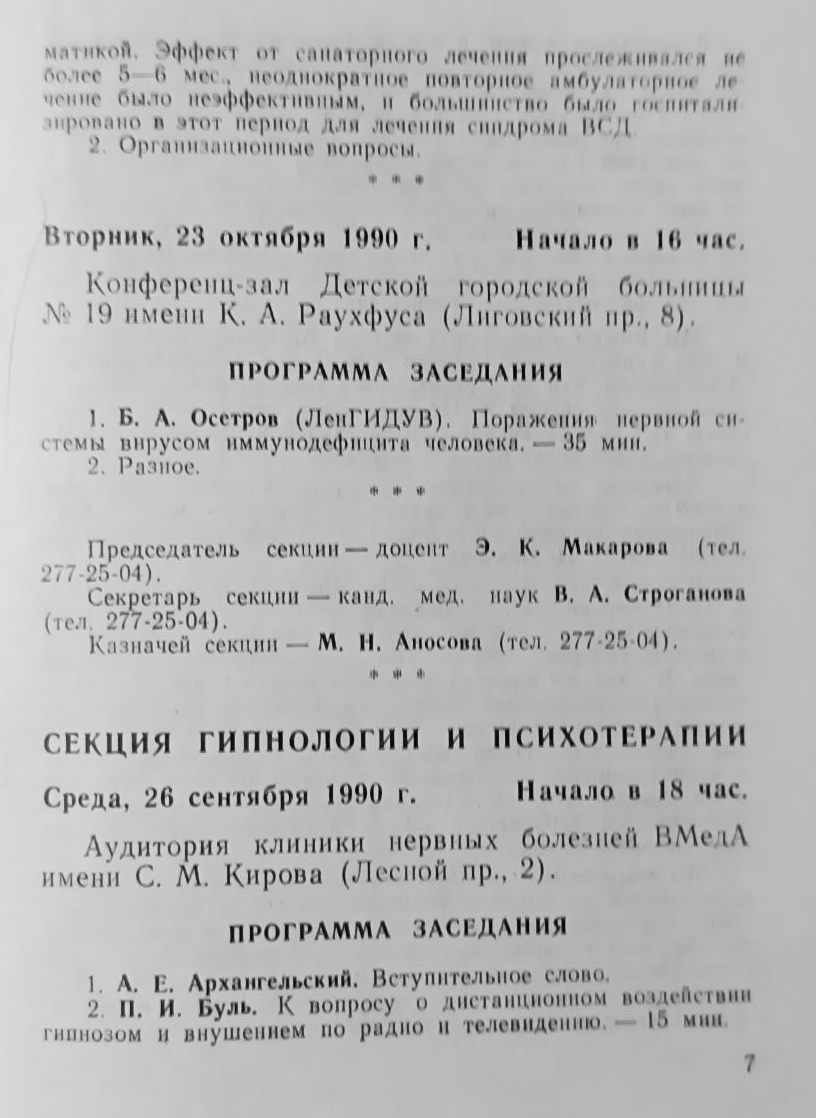

«Известно, что Распутин двумя словами, сказанными по телефону, усыплял царевича Алексея. К счастью, в те времена не стоял в каждом доме телевизор и он не мог вмешаться в жизнь каждой семьи Российской империи. А если бы смог?… я начинаю обучение психотерапии и гипнозу с выработки строгого подчинения учеников правилам врачебной этики, порядочности, совести». А. Е. Архангельский

## Наследие
Аскольд Евгеньевич Архангльский является автором 119 научных работ. Под редакцией Архангельского в 2007 году была издана монография профессора А. С. Чистовича «Психиатрические этюды». В 2009 году, уже после его смерти, семья издала незавершённый биографический справочник «Русские и российские психиатры, невропатологи и психотерапевты». Ученики Архангельского считают, что одним из важнейших результатов его научно-практической деятельности стало рождение оригинальной школы суггестивной психотерапии.

Лекция перед слушателями Военно-медицинской академии имени С. М. Кирова

## Основные публикации
1. «Опыт психиатрического изучения различных контингентов несовершеннолетних правонарушителей и трудных детей» (Автореферат диссертации на соискание кандидатской степени, 1972).
2. «Методические рекомендации по ведению беременности, родов и послеродового периода у больных миастенией» (с Ю. И. Новиковым и Е. А. Ланцевым, 1978).
3. «Алкоголизм и венерические болезни» (с Е. И. Архангельской, 1979).
4. «Лекарственная зависимость и её профилактика» (1984).
5. «Михаил Николаевич Жуковский» (с Г. А. Акимовым, 1986).
6. «Клиника и топическая диагностика поражений ствола головного мозга» (2-е издание, дополненное, 1998).
7. «Патология нервной системы и беременность» (Автореферат диссертации на соискание докторской степени, 1999).
8. «Общая психопатология» (2-е издание, дополненное, 2000).
9. «Психопатологические синдромы в дерматологии и венерологии» (2004).
10. «Гипносуггестивная психотерапия эпилепсии» (Лекция, 2007).
11. «Психопатология беременности, родов и послеродового периода» (2007 г.)
12. «Психогенный кофактор канцерогенеза. Возможности применения гипнотерапии» (с О. В. Бухтояровым, 2008).
13. «Русские и российские психиатры, невропатологи и психотерапевты» (2009).

## Смерть
Аскольд Евгеньевич скоропостижно скончался 6 ноября 2007 года. Похоронен на Богословском кладбище в Санкт-Петербурге.

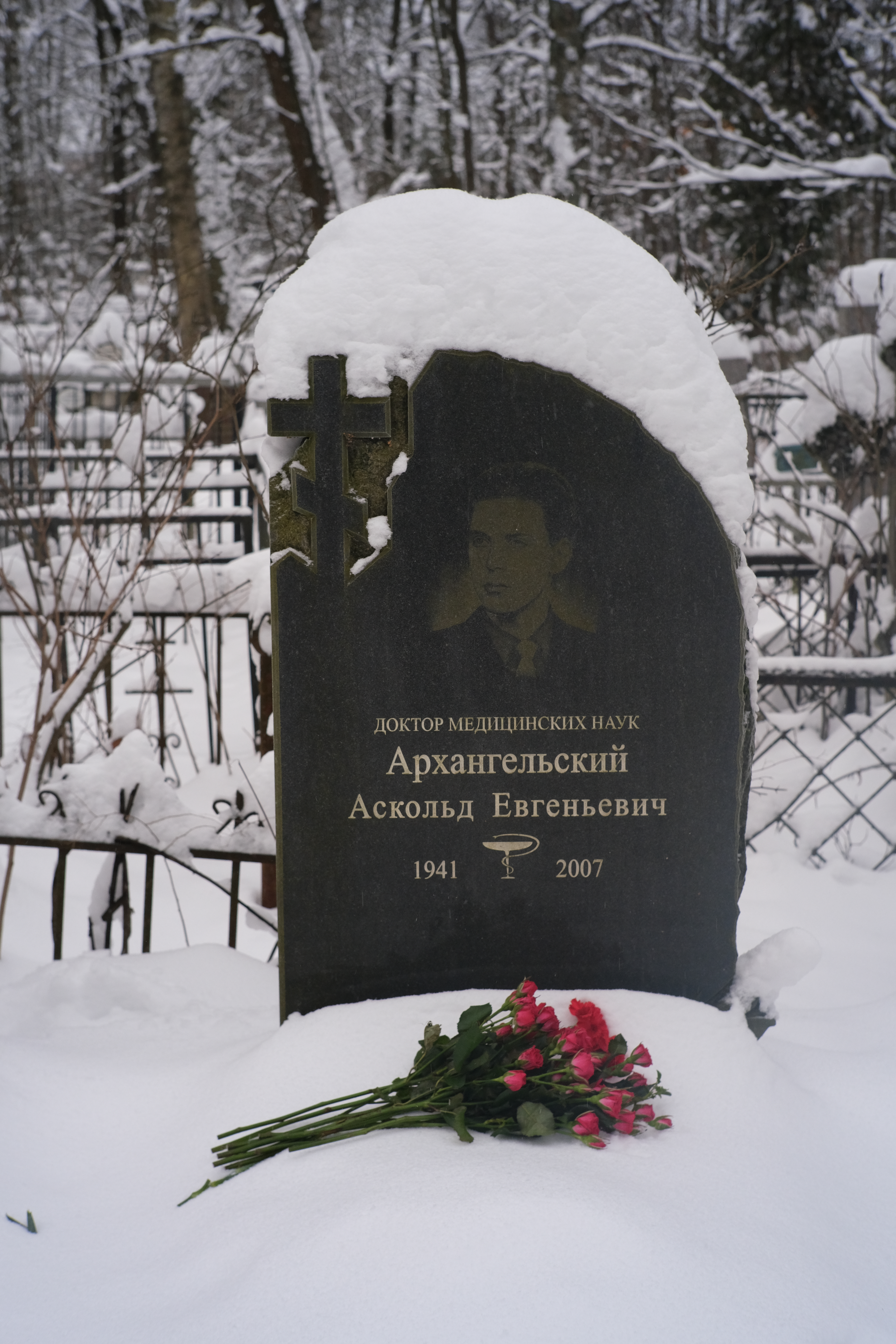

## Память
Ученики и коллеги Аскольда Евгеньевича Архангельского создали проект «Аскольд Архангельский: врач, учитель, человек», чтобы сохранить память о его выдающемся вкладе в медицину, психотерапию и образование. Этот ресурс будет содержать его научные труды, архивные материалы, фотографии и воспоминания учеников и коллег. Вторым направлением станет подготовка и издание книги, в которой будут собраны воспоминания людей, работавших и обучавшихся у Архангельского. Также планируется издать учебное пособие по суггестивной терапии, реконструированное на основе конспектов лекций его учеников.
«Суггестивная психотерапия позволяет не только воздействовать на симптомы, но и глубже проникает в механизмы формирования заболеваний, что делает её незаменимым инструментом в лечении различных расстройств.» А. Е. Архангельский